# Park Narodowy Madidi
Park Narodowy Madidi, a właściwie Park Narodowy i Obszar Przyrodniczy Zintegrowanego Zarządzania Madidi (hiszp. Parque nacional y área natural de manejo integrado Madidi Ammi) – park narodowy położony w departamencie La Paz w Boliwii, w prowincjach Abel Iturralde, Franz Tamayo, Larecaja i Bautista Saavedra. Został utworzony 21 września 1995 roku i zajmuje obszar 18 957,5 km². W 2008 roku jego część została zakwalifikowana przez BirdLife International jako ostoja ptaków IBA. 

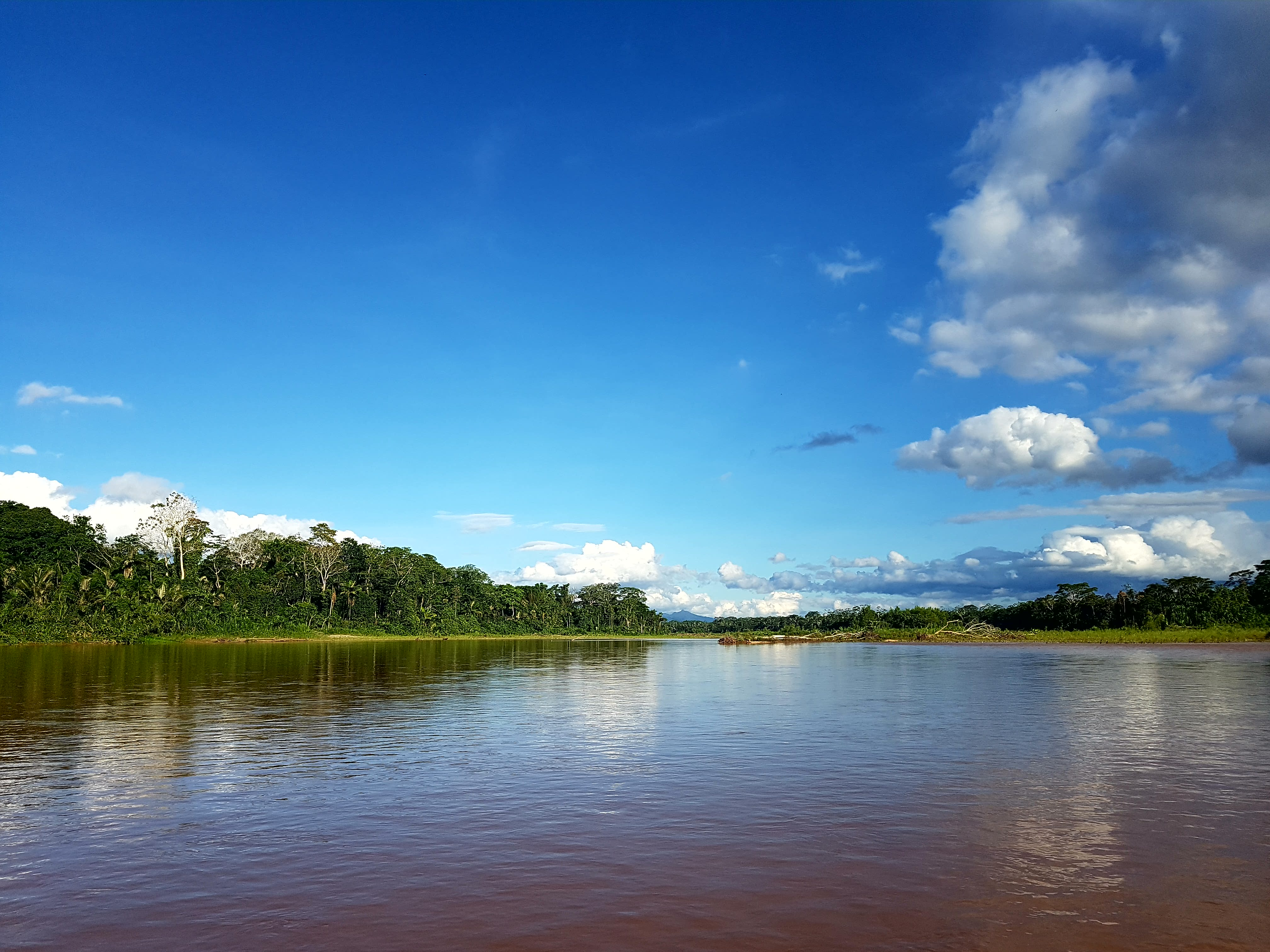
Rzeka Tuichi

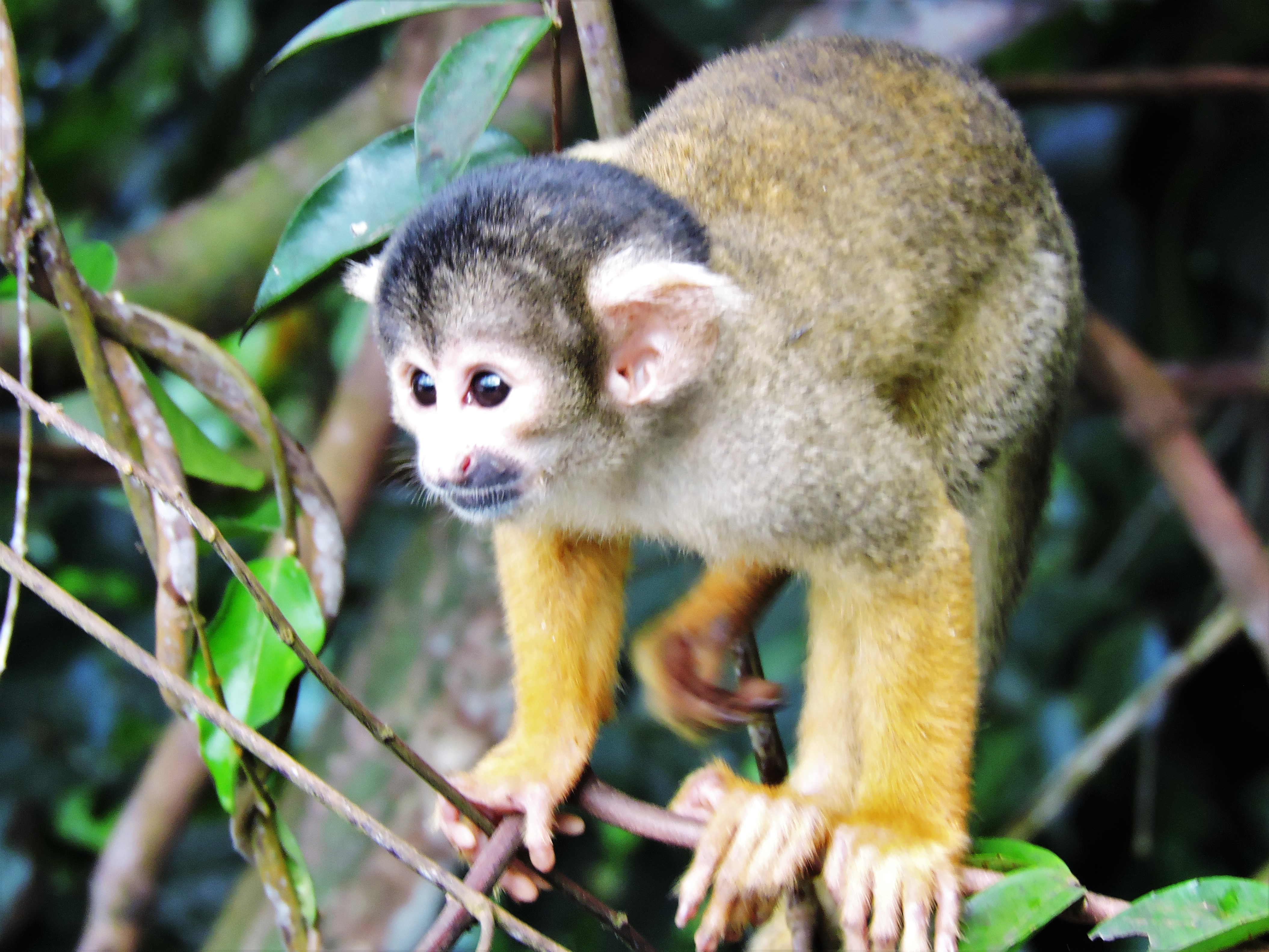
Sajmiri czarnołbista

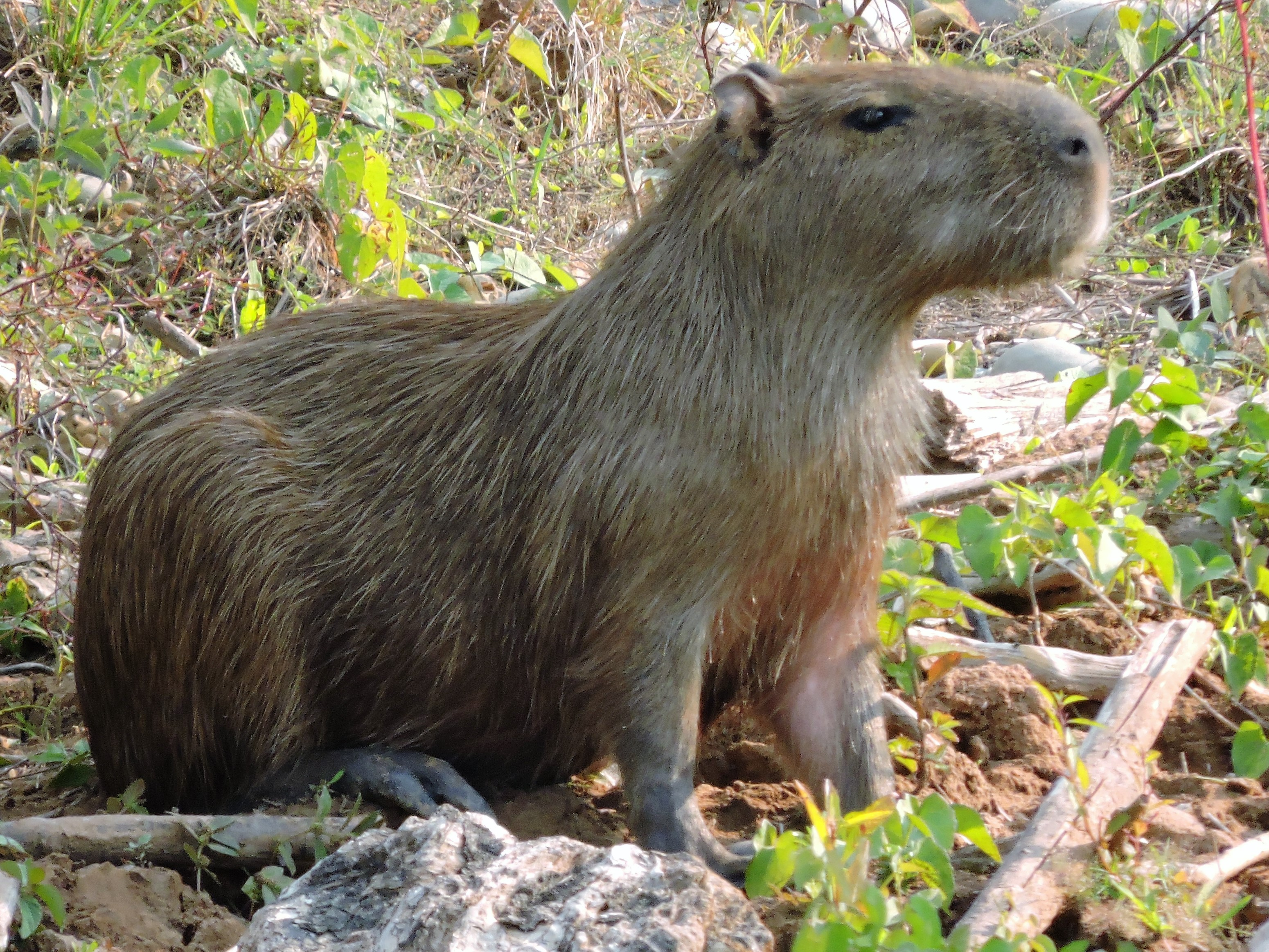
Kapibara wielka

## Opis
Park znajduje się na wschodnich zboczach Andów, na wysokościach od 200 do 6000 m n.p.m., w dorzeczach rzek Tuichi, Madidi, Heath i Quendeque. Od północnego zachodu graniczy ze znajdującym się w Peru Parkiem Narodowym Bahuaja Sonene, a od wschodu z Rezerwatem biosfery Pilón Lajas. Jest jednym z największych parków narodowych w Boliwii i obejmuje zarówno pokryte lodowcami wysokie pasma górskie Kordyliery Wschodniej jak i amazońską równinę w dorzeczu rzeki Heath.
Klimat jest zróżnicowany, od zimnego wysoko w górach, przez umiarkowany w środkowej części, po ciepły na nizinach. Średnia temperatura na nizinach wynosi +25 °C. Opady na nizinach wynoszą 1800 mm rocznie, a wysoko w górach przekraczają 5000 mm.
Ze względu na różnice wysokości występuje tu kilka ekoregionów. Od puny po tropikalne wilgotne lasy górskie Yungas, las mglisty i wilgotny las równikowy.

## Flora
W parku zarejestrowano 8244 gatunki roślin naczyniowych. Rosną tu narażone na wyginięcie (VU) Polylepis racemosa triacontanda, Weinmannia microphylla, Juglans boliviana, cedrzyk wonny i Swietenia macrophylla, a także m.in.: Weinmannia boliviensis, Weinmannia crassifolia, Miconia theaezans, Alnus acuminata, Escallonia myrtilloides, Hesperomeles ferruginea, Hesperomeles lanuginosa, Myrica pubescens, Myrsine coriacea, Sambucus peruviana, Byrsonima indorum, chinowiec lekarski, Tetragastris altissima, Anadenanthera colubrina, Didymopanax morototoni, Miconia multiflora, Calophyllum brasiliense, łoskotnica pękająca, Gaultheria bracteata, różne gatunki zastrzalinu.
Palmy tu występujące to m.in.: Ceroxylon pityrophyllum, Geonoma megalospatha, Geonoma lindeniana, Geonoma deversa, Socratea exorrhiza, Iriartea deltoidea, Scheelea princeps, słoniak wielkoowocowy, Dictyocaryum lamarckianum, Euterpe precatoria, Mauritia flexuosa.

## Fauna
W parku żyje 1465 gatunków kręgowców, z czego 182 to ssaki, 917 ptaki, 82 płazy, 92 gady i 192 ryby.
Spośród ssaków są to zagrożone wyginięciem (EN) ocelot andyjski i arirania amazońska, narażone na wyginięcie (VU) andoniedźwiedź okularowy, pekari białobrody, huemal peruwiański, jeleniak bagienny i czepiak czarny, a także m.in.: mulak białoogonowy, puma płowa, jaguar amerykański, ocelot wielki, wyjec rudy.
Ptaki to m.in.: zagrożone wyginięciem (EN) czuprynek peruwiański i andowik, narażona na wyginięcie (VU) harpia wielka, a także m.in.: skalikurek andyjski, górzak klinosterny, iskrzyk czarnogłowy, kusaczka rudolica, cierniogonek rdzawy, koszykarz złotobrody, tangarka błękitna, świergoszczyk płowy.